# Watertoren (Mechelen-Zuid)
De Watertoren Mechelen-Zuid in de Belgische stad Mechelen is met zijn 143 meter de hoogste watertoren in België en de 5de hoogste ter wereld. 

## Beschrijving
Het gebouw fungeert als watertoren voor de stad (samen met die van Walem) en als zendmast voor diverse radiostations. Hoofddoel was tv- en radio-ontvangst voor de kabeldistributie, deze antennes zijn reeds vele jaren verdwenen. De toren was nooit een tv-zender maar slechts politie/brandweerzender (beheerd door firma Astrid). Pas veel later kwamen uitzendantennes voor radiostations (sinds 2004?) en het werd ook een gsm-mast.
De radiozenders aanwezig op deze toren zijn in het beheer van de Nederlandse firma Broadcast Partners. Er staan steunzenders voor nationale stations. Zo zendt radio Nostalgie er uit (104,5 FM) evenals JOE fm (96,7 FM). Ook het DAB+ signaal van de VRT-zenders wordt verdeeld vanop de bovenste schijf van de watertoren. Het Mechelse station Radio Reflex zond hier uit op 104.8 FM, maar heeft nu een eigen zendsite in Mechelen in gebruik. Overige telecom is slechts een reeks punt-tot-punt straalverbindingen. Het lijkt op een typische paddenstoelvormige watertoren met daarboven een enorme spits waarop de piek staat. De constructie is ontworpen door architect Mortelmans en gebouwd in 1979.
De watertoren is het hoogste gebouw van de stad Mechelen en laat de Sint-Romboutskathedraal 46 meter achter zich.

## Planning, ontwerp en bouw
De watertoren werd gebouwd om aan een steeds hogere behoefte aan water te voorzien door de groei van de Mechelse bevolking en van de industrie rond de stad. In maart 1977 vroeg de stad aan de firma ITH een ontwerp voor een watertoren met een antennemast. Zij contacteerden professor Fernand Mortelmans (Katholieke Universiteit Leuven), die al betrokken was bij de watertoren voor het noordelijke industrieterrein van Mechelen. De toren kostte ongeveer 85 miljoen Belgische frank in 1978.
De ronde fundering wordt gevormd door 127 palen die een betonnen sokkel ondersteunen. Deze heeft een diameter van 19,6m en is tot 3m dik in het midden. Deze sokkel zit 3,2m onder het grondniveau. Hierop staat een kegelvormige holle schacht van gewapend beton die 120m hoog is. De basis is 9,2m breed en de dikte is constant 0,65m tot 44m boven de grond. Daar loopt de schacht uit tot een dikte van 1,84m over een afstand van 7,8m. Hierboven ligt een 1m hoge en 10,64m brede ringbalk die de watertank ondersteunt. Het reservoir is een biconische structuur van 40m diameter met een capaciteit van 2.500m3. Boven de tank is de dikte van de wand nog 0,50m en deze vermindert tot 0,20m. De smalste diameter is 3,40m op 120m hoogte. Bovenaan is een decoratieve roestvrijstalen structuur geplaatst van 20m hoog die vernauwt van 170 cm tot 65 cm op het uiteinde, met een waarschuwingslamp voor vliegtuigen, een paal van 3m hoog en een bliksemafleider.
De schacht werd gebouwd met een glijdende bekisting. De tank werd op het grondniveau gebouwd in voorgespannen beton, en daarna met kabels omhooggetrokken tot op de uiteindelijke positie. Daarna werden deze kabels vastgemaakt aan de ringbalk om zo de tank te blijven ondersteunen. De basis van de tank werd ten slotte vastgebetonneerd aan de schacht.